# Jordi Mestre i Molina
Jordi Mestre i Molina (Esplugues de Llobregat, 14 de setembre de 1981 - Madrid, 6 de juny de 2020) va ser un actor, model i presentador català, més conegut com a reporter pel seu treball a programes com Sé lo que hicisteis....

## Trajectòria
Diplomat en Arts Escèniques a l'Escola de teatre "El Timbal" i llicenciat a l'Institut del Teatre de Barcelona, va realitzar un màster a la Rose Bruford College of Speech and Drama de Londres, on va actuar en dos espectacles, amb directors reconeguts tant a nivell anglès com europeu.
El 7 de gener de 2011 la productora del programa ja desaparegut Sé lo que hicisteis..., Globomedia, declarava al seu compte de Twitter en exclusiva que faria una prova de selecció per a elegir el primer reporter masculí de la història del programa. La productora i el programa van confirmar que es realitzaria el 18 de gener al Teatro Calderón de Madrid. Després de la prova, el programa va donar una conèixer als cinc finalistes: Rodrigo H. Recio, Jordi Mestre, Alexis Santana, Jurro i Jon Postigo, dels quals només un seria el reporter del programa. Així mateix, el 14 de febrer del mateix any, es va confirmar l'entrada de Mestre com a reporter del programa, que va finalitzar les seves emissions el 20 de maig de 2011, després de 1010 programes i 5 anys en emissió.

## Com a actor
A més de diverses incursions al cinema (Ushima Next, dirigida per Joan Frank Charansonnet i Jesus Manuel Montané), teatre (Data de caducitat de Paolo Duarte o Detrás de Stephan Levy) i curtmetratges (Ilusión, Mano i Tacto dirigida a la Facultat de Comunicació Blanquerna de la Universitat Ramon Llull de Barcelona i Adiccions, dirigida pels graduats de l'escola Ites) va protagonitzar la campanya mundial de la marca Nivea. També va ser coprotagonista del curt promocional de la beguda Larios 12, amb Malena Costa, el juny del 2011.
El 2007 va participar en la sèrie La Via Augusta, una sèrie dramàtica de dotze capítols d'una hora que abocava els protagonistes a un món de passions, lluites de poder, intrigues, desig i amor a la Tarraco de l'any 24 aC de TV3, produïda per Ovideo, on donava vida a un romà. El juliol de 2011 va participar com a coprotagonista, juntament amb Alexandra Jimenez, al videoclip de la cantant Vega, «Como yo no hay dos».
El 2012 Mestre va participar en el capítol pilot de la sèrie Entre Líneas, on interpretava a Maxi.

### Televisió
- La via Augusta, a (TV3), (2007)
- BCN Live, (pilot) (Mediapro), (2009)
- Sé lo que hicisteis... (La Sexta, 2011)
- Entre Líneas (pilot) (2012)

### Cine
- Ushima Next, dirigida per Joan Frank Charansonnet

### Teatre
- Ventdavall, dirigida per Jordi Basora, 2007.
- Skyline, dirigida per Jordi Vilà.
- Data de caducitat, dirigida per Paolo Duarte.
- Detrás, dirigida per Stephan Levy.
- Pedro y el capitán, de Mario Benedetti.

## Com a model
Va treballar amb marques comercials de moda com Lois, Nivea i Adidas, i també amb editorials de moda com Cosmopolitan, Marie Claire (Turquia), Men's Health (Grècia), Zero (revista). El 2009, va treballar amb la revista Vanity Gay, en una sessió de fotos informal i canalla, amb fotografies d'Hugo Iglesias i estilisme de Marc Piña Sala.
El juliol de 2011 va participar en la publicació de New Faces 2011 que la revista Must! Magazine ofereix cada estiu, amb totes les grans promeses televisives i musicals del panorama escènic espanyol. També va ser portada de la revista Pop Me a la seua 7a publicació, i oferí un gran i variat reportatge fotogràfic.